# Regarde-moi (album)
Pour les articles homonymes, voir Regarde-moi (homonymie).
Singles
1. Un jour je marierai un ange
Sortie : 9 novembre 2021

Regarde-moi est le premier album studio de l'auteur-compositeur-interprète belge Pierre de Maere sorti le 27 janvier 2023 sous le label Cinq7.

## Liste des titres
| No  | Titre                       | Durée |
| --- | --------------------------- | ----- |
| 1.  | Les oiseaux                 | 3:02  |
| 2.  | Enfant de                   | 2:54  |
| 3.  | Roméo                       | 3:12  |
| 4.  | Bel-Ami                     | 2:37  |
| 5.  | Regarde-moi                 | 3:04  |
| 6.  | J'aime ta violence          | 2:31  |
| 7.  | Les animaux                 | 3:28  |
| 8.  | Un jour je marierai un ange | 2:44  |
| 9.  | Mercredi                    | 2:51  |
| 10. | Ta mère est folle           | 2:34  |
| 11. | Jour -3                     | 2:51  |
| 12. | Évidemment                  | 2:45  |